# Josef Leopold Gierster

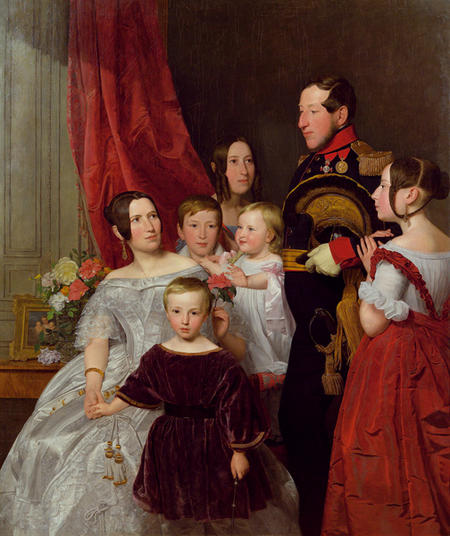
Josef Gierster mit seiner Familie. Ölgemälde von Ferdinand Georg Waldmüller, 1838

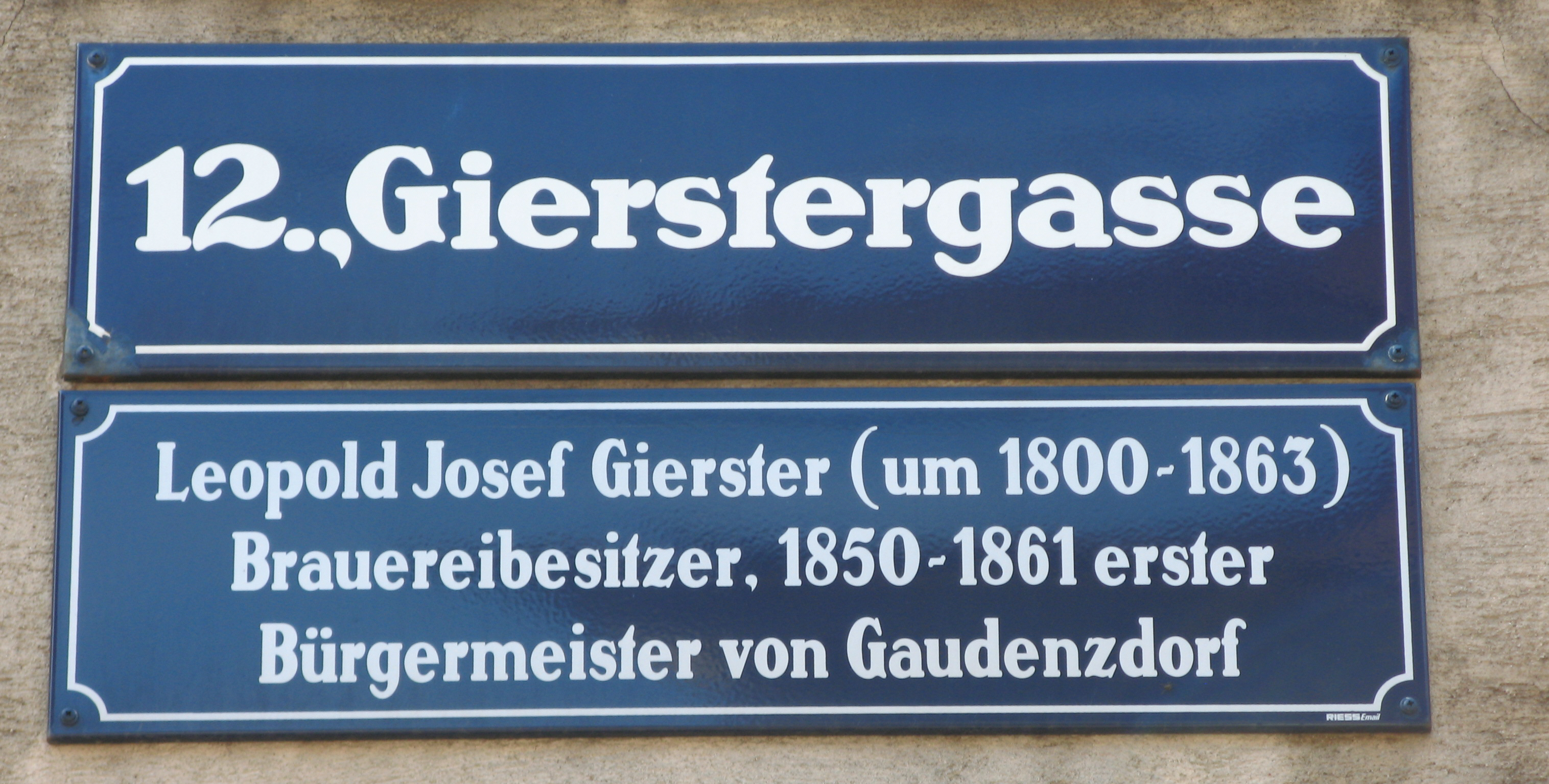
Straßentafel Gierstergasse

Josef Leopold Gierster (* um 1800 wahrscheinlich in Baden bei Wien; † 27. Dezember 1863 in Gaudenzdorf, heute in Wien) war ein österreichischer Brauhausbesitzer und erster Bürgermeister von Gaudenzdorf.

## Leben

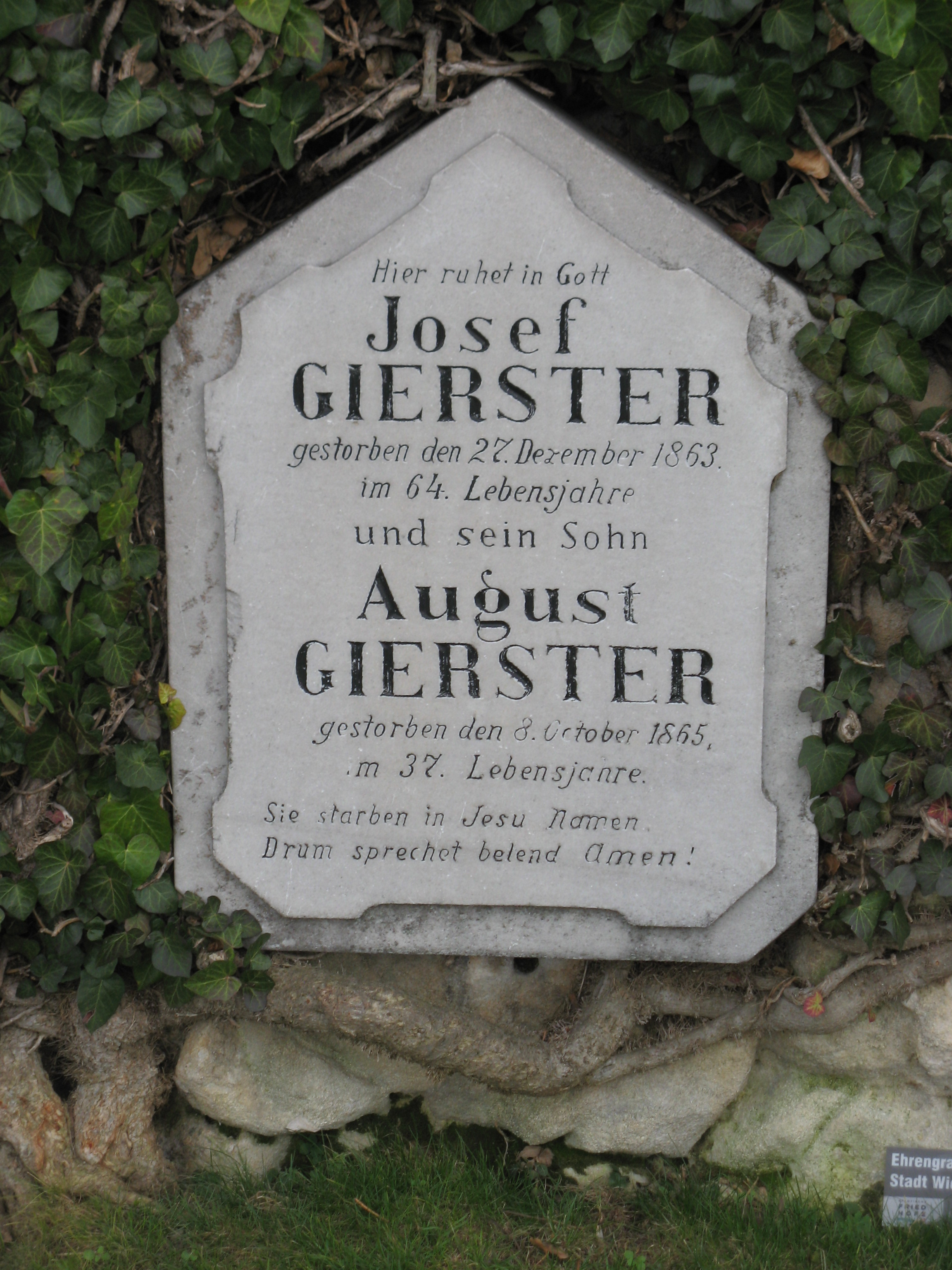
Grab auf dem Meidlinger Friedhof

Josef Gierster eröffnete 1836 im Wiener Vorort Gaudenzdorf ein Brauhaus, dem auch eine Gastwirtschaft und ein terrassenförmig angelegter großer Gastgarten angeschlossen war. Der Betrieb befand sich auf einem Areal, das heute zwischen der Hofbauergasse, der Anton-Scharff-Gasse, der Schönbrunner Straße und der Arndtstraße zu suchen ist, knapp außerhalb der Hundsturmer Linie. Innerhalb des Linienwalls, der Wien und die Vorstädte umgab, wurde von der Stadt ab 1829 eine Verzehrungssteuer eingehoben, die die Konsumation von Essen und Trinken teurer machte als außerhalb dieser Grenze. Das neue Brauhaus mit seiner Gastwirtschaft erfreute sich daher sehr bald großer Beliebtheit, da sich auch einfachere Menschen hier sehr gut unterhalten und zu günstigen Preisen essen und trinken konnten.
Gierster wurde alsbald zur beliebten und einflussreichen Persönlichkeit der noch jungen Gemeinde, für deren Prosperität er sich entscheidend engagierte. Während der Revolution 1848 wurde Gierster Hauptmann der neu gegründeten Nationalgarde. Als 1850 die Gemeinde ihre Vertreter selbst wählen durften wurde Gierster zum ersten Bürgermeister von Gaudenzdorf gewählt. Er blieb in dieser Funktion bis 1861.
Gierster spendete die Einrichtung eines Choleraspitals im Ort. Vor der Gründung einer örtlichen Freiwilligen Feuerwehr hatte Gierster in seinem Bräuhaus eine eigene Werkfeuerwehr eingerichtet, die auch der ganzen Gemeinde zur Verfügung stand. 1854 brannte in seinem Hause das erste Gaslicht, eine damals noch neue Technologie, für deren Einführung er eine Vorreiterrolle spielte. In seiner Amtszeit wurde 1855 das Gaudenzdorfer Gaswerk gegründet.
Josef Leopold Gierster liegt auf dem Meidlinger Friedhof begraben. 1894 wurde die vormalige Krongasse in Meidling ihm zu Ehren in Gierstergasse umbenannt.

## Bedeutung
Der k.k. Hofbräumeister und Brauhausbesitzer Gierster hat entscheidende Bedeutung für die Entwicklung der Gemeinde Gaudenzdorf und damit auch für die Geschichte des 12. Wiener Gemeindebezirkes Meidling, dem Gaudenzdorf 1890 angeschlossen wurde.